# Srahwee
Das Wedge Tomb von Srahwee (irisch An tSraith Bhuí, auch Tobernahaltora, irisch Tobar na hAltóra – deutsch Altarquelle genannt) steht an der Nordostecke des Lough Nahaltora (See), etwa 9,5 km südlich von Louisburgh im County Mayo in Irland am Straßenrand und ist in der Vergangenheit lange als Heilige Quelle aufgesucht worden. Wedge Tombs (deutsch „Keilgräber“), früher auch „wedge-shaped gallery grave“ genannt, sind ganglose, mehrheitlich ungegliederte Megalithbauten der späten Jungsteinzeit und der frühen Bronzezeit.
Es zeigt viele der klassischen Dispositionen eines Wedge Tomb. Die Keilform tritt schwach hervor. Die doppelte Ummauerung, der etwa fünf Meter langen, zwei Meter breiten und einen Meter hohen, segmentierten Galerie, ist fragmentarisch vorhanden. Die Megalithanlage wird teilweise noch von einer etwa 2,0 m² großen Deckenplatte bedeckt. Die Vorkammer nimmt etwa 30 % der Länge ein. Ein Türstein verschließt den Zugang, der zum im Westen hin öffnenden Megalithanlage. Es gibt Anzeichen für die ehemalige Existenz des zugehörigen Steinhügels.
Der Deckstein wurde in den sog. Penal times (17./18. Jahrhundert) als Altar genutzt (daher auch der lokal verwendete irische Name Altoír – „Altar“). In der südöstlichen Ecke der Deckplatte ist auf der Oberfläche ein schlichtes Kreuz eingeritzt.
Etwa 100 Meter südwestlich können die Reste des alten Waldes mit Stumpen 4500 Jahre alter Bäume, die sich um das Lough herum und am Rande des weitgehend abgetorften Moores befinden, erkannt werden.